# 1432 км (платформа)
1432 км — пасажирський залізничний зупинний пункт Кримської дирекції Придніпровської залізниці на електрифікованій лінії Джанкой — Севастополь між зупинним пунктом 1426 км (7 км) та станцією Прольотна (2 км). Розташований в селі Новоандріївка Сімферопольського району Автономної Республіки Крим.

## Пасажирське сполучення
На Платформі 1432 км зупиняються приміські електропоїзди сполученням Сімферополь — Джанкой / Солоне Озеро та Євпаторія — Солоне Озеро.